# Sierra del Rosario
La Sierra del Rosario es un sistema montañoso de altitud media que se encuentra en la región más occidental de la isla de Cuba. 
Su mayor parte se encuentra enclavada en la Provincia de Artemisa, incluyendo la mayor altitud del occidente cubano, el Pan de Guajaibón (692 m). Mientras que su extremo occidental se encuentra en la Provincia de Pinar del Río (Loma de Seboruco). La Sierra es la parte oriental de la Cordillera de Guaniguanico que continúa hacia el oeste en Pinar del Río en la Sierra de los Órganos. La Sierra en su totalidad abarca áreas de los municipios de Artemisa, Bahía Honda, Candelaria y San Cristóbal en la provincia de Artemisa, y el municipio La Palma en la provincia de Pinar del Río.
Una gran porción de la Sierra del Rosario fue catalogada por la Unesco, en 1984, como Reserva de la biosfera, por sus importantes atributos naturales, convirtiéndose así en la primera reserva de este tipo en Cuba. En este lugar se encuentra una estación ecológica que realiza investigaciones y proyectos ambientales en la zona. 
Uno de los aspectos distintivos de la Sierra del Rosario es que en ella existen varias comunidades que se relacionan con la naturaleza circundante. Es considerada un "laboratorio ecológico", por la importante cantidad de proyectos que se realizan en diferentes sectores.

## Geología
La zona donde está enclavada la Reserva es en extremo compleja geológicamente. Las rocas serpentinas se encuentran en la parte más oeste. Las rocas predominantes son las de tipo calizas duras de la formaciones de Artemisa y Polier. Es posible encontrar también el carso. Los suelos más comunes son los ferralíticos y los pardos, además del loam arcilloso y arenoso.

## Clima
El clima de la Sierra es bastante suave con respecto al predominante en el resto de Cuba, se cuentan con datos de más de 25 años, mediante los cuales se ha podido confirmar que la temperatura media multianual es de 24,4 grados Celsius y el promedio anual de lluvias de 2013.9 mm. Los mayores cambios de temperatura ocurren en los meses de noviembre y febrero (invierno) y las mayores precipitaciones de mayo a octubre.

## Población
En el área comprendida por la reserva viven, según datos del 2002, más de 5000 personas,  fundamentalmente localizadas en la comunidad "Las Terrazas", además de otras 7 más pequeñas y aisladas, que se encuentran inmersas en el paisaje natural de la sierra. Las viviendas aquí han sido construidas para no alterar el esplendor del bosque, con las típicas tejas criollas.

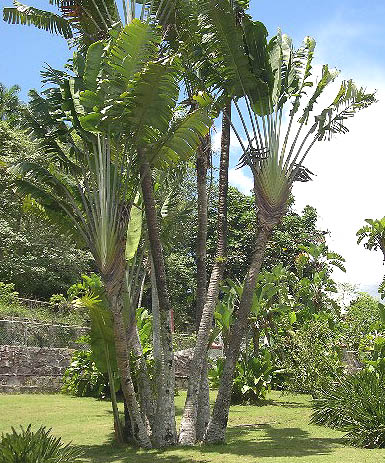
Árbol del viajero.

## Flora
La vegetación es muy variada, predominando los pinares (Pinus caribaea), los bosques semicaducos y el bosque tropical. Aunque también incluye matorrales de tipo xeromorfo. La cantidad de especies de plantas ronda las 889, con un elevado porcentaje (34 %) de endemismo.
La palma corcho considerada un verdadero fósil viviente vive en las empinadas pendientes de los mogotes. El Jardín Botánico Orquideario Soroa, tiene una importante colección de orquídeas exclusivas de Cuba y otras exóticas. La más extendida de ellas es el bosque tropical siempreverde, con árboles de hasta 40 metros de altura y coincidencias afines con las selvas neotropicales.

## Fauna
La fauna de la reserva es la típica de la región occidental de Cuba. Las aves son muy comunes y entre estas destacan el arriero, el sinsonte, garzas, y el zunzuncito. Los reptiles identificados para la ciencia llegan a 16 especies, de los cuales 12 son autóctonos como el lagarto de río, exclusivo del área y por tanto en peligro de extinción, el majá de Santa María, una especie de boa constrictor de hasta 6 metros, es otro representante de los reptiles. El género de los anfibios están representados por 12 de las especies únicas de la isla y entre ellas la más pequeña que existe.

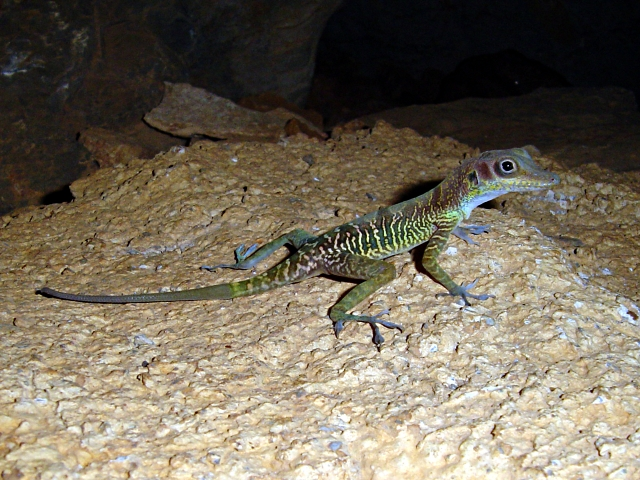
Lagarto de río, exclusivo de la región.

Entre los mamíferos las jutías, son las más conocidas y carismáticas, en la actualidad se reponen de la fuerte caza indiscriminada que sufrieron en décadas pasadas. Es posible encontrar venados, introducidos en el siglo XVII, y que se han adaptado sin dañar el ecosistema, están en veda permanente. La familia más numerosa es la de los murciélagos con al menos una docena de especies. Los moluscos y los insectos son variados y abundantes, se cuentan varias especies.

## Hidrografía
El río más importante en la zona de la Reserva es el San Juan, con varias piscinas naturales que se mantienen durante todo el año, incluso en época de sequía. El resto del sistema fluvial está formado por otros cuatro arroyos y cañadas (Bayate, San Francisco, San Claudio y Santiago), en los cuales se ha comprobado que existen minerales medicinales.

## Economía
La mayor parte de la población se dedica a la agricultura cafetera, cuentan con una despulpadora ecológica del grano. El Cafetal Buenavista, el primero de gran envergadura en el Nuevo Mundo, que data del siglo XVIII y en la actualidad se encuentra totalmente restaurado, siendo una gran atracción. Otras fuentes importantes de ingresos para la economía local son el camping, el turismo ecológico y la fotografía de la fauna salvaje, que es practicada por los turistas que descansan en el exuberante hotel "La Moka" y en las casas particulares de los lugareños. El tabaco, que se destina para hacer habanos de fama mundial es otro sector agrícola, que  se desarrolla en la reserva.